# خوسيه ديماس
خوسيه ديماس (بالبرتغالية: José Romão Dimas‏) هو لاعب كرة قدم برتغالي في مركز جناح ‏، ولد في 7 مايو 1930 في ألمادا في البرتغال. شارك مع منتخب البرتغال لكرة القدم. أما مع النوادي، فقد لعب مع نادي بيلينينسش ونادي فيتوريا سيتوبال ونافال.

## وصلات خارجية
- خوسيه ديماس على موقع قاعدة بيانات كرة القدم.إي يو (الإنجليزية)
- خوسيه ديماس على موقع عالم كرة القدم.نت (الإنجليزية)